# Mohammed Maran
Mohammed Maran, né le 15 février 2001 à Sabya, est un footballeur international saoudien. Il joue au poste d'attaquant à Al-Nassr FC.

## Biographie
Formé à Al-Amjad, il rejoint Al-Nassr FC le 19 août 2019. Il fait ses débuts avec les pros le 28 février 2021 en championnat contre Abha Club en remplaçant Gonzalo Martínez. Il est prêté à Al-Taï SC pour la saison 2021-2022.

## Palmarès
Arabie saoudite -23 ans
- Championnat d'Asie -23 ans (1) :
  - Vainqueur : 2022.